# Kilekollen
Der Kilekollen (norwegisch für Buchthügel) ist ein Presseisrücken an der Prinzessin-Ragnhild-Küste des ostantarktischen Königin-Maud-Lands. Er ragt  nordöstlich des Gebirges Sør Rondane sowie südlich der Buchten Brekilen und Tangekilen auf.
Wissenschaftler des Norwegischen Polarinstituts benannten ihn 2016.